# ویلیام دی. امونز
ویلیام دی. امونز (انگلیسی: William D. Emmons; ۱۸ نوامبر ۱۹۲۴ – ۸ دسامبر ۲۰۰۱) شیمیدان اهل ایالات متحده آمریکا بود که بیشتر بخاطر واکنش هورنر–وادزورث–امونز شناخته می شود.